# Die Ewigkeit und ein Tag
Die Ewigkeit und ein Tag (griechisch Μια αιωνιότητα και μια μέρα) ist ein Filmmelodram des griechischen Regisseurs Theo Angelopoulos.
Die Hauptrolle in dem Film über „Altern und den Abschied vom Leben“ spielt Bruno Ganz. Für diesen Film wurde Theo Angelopoulos 1998 in Cannes mit der Goldenen Palme ausgezeichnet. Er kam am 21. September 1999 in die Kinos.

## Handlung
Thessaloniki: Wir beobachten den letzten Tag im Leben (oder vor der Einweisung ins Krankenhaus) des exilierten krebskranken Poeten Alexander, dem für die Vollendung eines Gedichts des 19. Jahrhunderts die Worte ausgehen. Alexander bringt seiner Tochter einen Brief ihrer Mutter und schwelgt in Erinnerungen an seine geliebte Frau. Der Mann rettet einen kleinen albanischen Jungen vor Menschenhändlern und verbringt seinen letzten Tag mit dem Kriegswaisen, in nebligen Landschaften, mit Musik, Tanz und Dichtung. Er kann ihm bei der Heimkehr nach Albanien helfen und verabschiedet sich von dem Jungen spät des Nachts. Nach einigen Irrwegen endet der Film am Strand mit dem Blick aufs Meer.

## Kritiken
- „Ein in langen, extrem ruhigen Einstellungen virtuos komponierter Film über den Verlust der inneren Heimat, der verschiedene Zeit- und Erzählebenen miteinander verbindet und eine Welt schafft, in der Vergangenheit und Gegenwart gleichberechtigt nebeneinander stehen.“ (Lexikon des internationalen Films[4])

- „ein stoisches, anachronistisches Monument“ (Arthaus Collection[2])
- „Ein weiteres Meisterwerk von Angelopoulos, das an solche klassischen Werke wie Bergmans Wilde Erdbeeren oder Kurosawas Ikiru denken lässt.“ (Kevin Thomas: Los Angeles Times[5])

Man könne statt des „Dahinsiechen[s]“ auch „Tarantino kucken und John Woo und sich auf den nächsten Schwarzenegger freuen“, bot Ekkehard Knörer an.

## Sonstiges
Durchschnittliche Einstellungslänge (ASL) des an Plansequenzen reichen Films: rekordverdächtige 114,3 Sekunden.
Die Hauptrolle war für Marcello Mastroianni vorgesehen, der am 19. Dezember 1996 verstarb.
Von Petros Markaris gibt es das 1998 im griechischen Original erschienene Tagebuch einer Ewigkeit, das ein Vorwort von Angelopoulos enthält.

## Auszeichnungen
Internationale Filmfestspiele von Cannes 1998
- Goldene Palme für Theo Angelopoulos
- Preis der Ökumenischen Jury für Theo Angelopoulos

Thessaloniki Film Festival 1998
- Greek Competition Award in der Kategorie Best Costume Design für Giorgos Patsas
- Greek Competition Award in der Kategorie Best Director für Theo Angelopoulos
- Greek Competition Award in der Kategorie Best Film für Theo Angelopoulos
- Greek Competition Award in der Kategorie Best Music für Eleni Karaindrou
- Greek Competition Award in der Kategorie Best Screenplay für Theo Angelopoulos
- Greek Competition Award in der Kategorie Best Set Decoration für Giorgos Ziakas und Costas Dimitriadis
- Greek Competition Award in der Kategorie Best Supporting Actress für Helene Gerasimidou